# Фауске
Фа̀уше (на норвежки: Fauske) е град и едноименна община в централна Норвегия. Разположен е на брега на Норвежко море във фиорда Салтфьор, фюлке Норлан на около 880 km северно от столицата Осло. Има жп гара и малко пристанище. Население около 9460 жители според данни от преброяването към 1 юли 2008 г.